# Isabella Bruno
Isabella Bruno (* 15. Januar 1954 in Mailand) ist eine italienische Dokumentarfilmerin.

## Leben
Bruno gehörte von 1974 bis 1977 dem Cineclub Fedic in Rom an; bereits 1973 war sie Regieassistentin für Gian Luigi Calderone. Ab 1975 inszenierte sie einige Kurzfilme und war auf dem Dokumentarfilmsektor tätig. 1979 inszenierte sie ihren einzigen Spielfilm, den kaum in den Vertrieb gekommenen Affettuosamente ciak, der mit der Gruppo Cinema Alice Guy entstand. 1980 trat sie nochmals als Schnittassistentin in Erscheinung.
Von 1978 bis 1984 war sie bei der RAI tätig, anschließend in Mailand für Canale 5 und Italia Uno. Seit 1999 lebt und arbeitet sie als freie Filmemacherin in Lago di Vico.

## Filmografie (Spielfilm)
- 1979: Affettuosamente ciak